# Glasgow (Virginie)
Pour les articles homonymes, voir Glasgow (homonymie).
Glasgow est une ville américaine située dans le comté de Rockbridge dans l’État de Virginie. En 2000, sa population était de 1 046 habitants.

## Source de la traduction
- (en) Cet article est partiellement ou en totalité issu de l’article de Wikipédia en anglais intitulé « Glasgow, Virginia » (voir la liste des auteurs).